# Tavistock Square

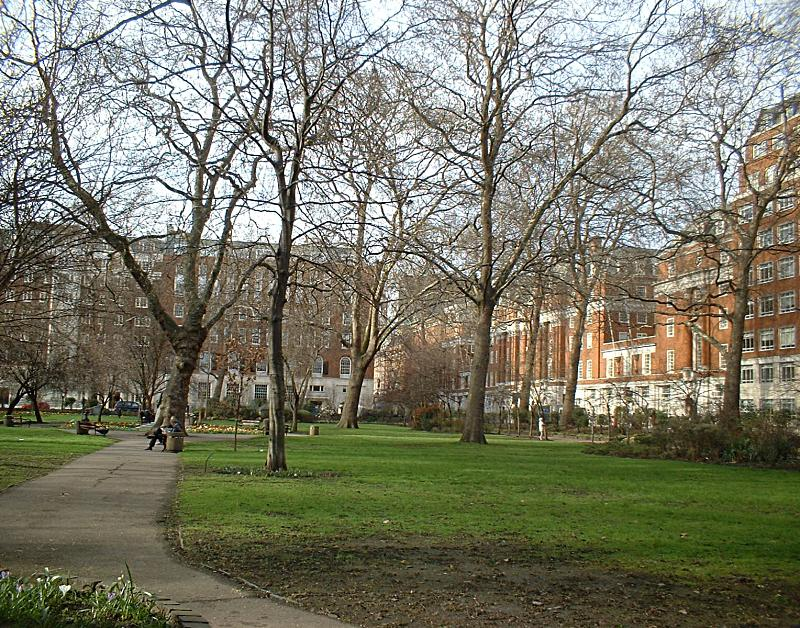
Tavistock Square

Der Tavistock Square ist ein begrünter Platz in Bloomsbury, London. Er wurde in den 1820er Jahren vom Architekten Thomas Cubitt gestaltet. Am zentralen Punkt des Platzes steht eine Statue Mahatma Gandhis, die 1968 aufgestellt wurde. Außerdem gibt es dort eine Gedenkstätte für Kriegsdienstverweigerer, die 1995 eingeweiht wurde, sowie einen Kirschbaum, der 1967 in Erinnerung an die Opfer des Atombombenabwurfs auf Hiroshima gepflanzt wurde.
Der Name des Platzes erinnert an den Titel des Marquess of Tavistock, einen nachgeordneten Titel des Duke of Bedford, der von dessen ältestem Sohn als Höflichkeitstitel geführt wird. Der Platz war ursprünglich Teil des Stadtsitzes der Dukes, Bedford Estate.
In unmittelbarer Nähe des Platzes befinden sich darüber hinaus einige Hotels und die Hauptquartiere der British Medical Association (BMA).
Am 7. Juli 2005 wurde bei den Terroranschlägen auf London ein Doppeldeckerbus an der nordöstlichen Ecke des Tavistock Square durch Terroristen gesprengt.